# Петру (Педурару)
Митрополит Петру (рум. Mitropolitul Petru, у миру Іон Кирилович Педурару, рум. Ion Chirilovici Păduraru; 24 жовтня 1946, село Циганка, Кантемирський район, Молдавська РСР, СРСР) — єпископ Румунської православної церкви, архієпископ Кишинівський, митрополит Бессарабський, екзарх Нових земель Румунської православної церкви.
Раніше — єпископ Бельцький (1990—1992), вікарій Кишинівської єпархії в юрисдикції Російської православної церкви.
Народився 24 жовтня 1946 року в селі Циганка (Молдова) у селянській родині. Закінчив середню школу у рідному селі. У 1964—1966 роки служив у Радянській армії.

### Відхід з Російської православної церкви
Після утворення в 1991 році Республіки Молдова, частина кліриків і мирян Кишинівської та Молдавської єпархії Московського патріархату, стала виступати за перехід в юрисдикцію Румунської православної церкви. Найбільш активно цю позицію відстоювали вікарій єпархії єпископ Бельцький Петро (Педурару) та протоієрей Петро Бубуруз. На зборах духовенства, що відбулися в Кишиневі 8 вересня і 15 грудня 1992 року, було виражено майже одноголосне бажання залишитися у єднанні з Московською патріархією.